# Aquiles Serdán (Mazatán)
Aquiles Serdán es una localidad del estado mexicano de Chiapas. Es parte del municipio de Mazatán.

## Toponimia
El nombre de la localidad rinde homenaje a Aquiles Serdán, precursor de la Revolución mexicana.

## Demografía
| Gráfica de evolución demográfica |
|                                  |

| Censo | Población |
| ----- | --------- |
| 1921  | 10        |
| 1930  | 128       |
| 1940  | 97        |
| 1950  | 289       |
| 1960  | 415       |
| 1970  | 766       |
| 1980  | 873       |
| 1990  | 1 342     |
| 2000  | 1 138     |
| 2010  | 1 135     |
| 2020  | 1 008     |